# Jan Mazur (autor komiksów)
Jan Mazur (ur. 2 czerwca 1988 w Warszawie) – polski autor komiksów, rysownik i scenarzysta. Członek założyciel netKolektywu, grupy zrzeszającej twórców komiksów internetowych. Wraz z Robertem Sienickim i Bartkiem Biedrzycki współtwórca wydawnictwa Dolna Półka i redaktor magazynu Kolektyw, po jego zamknięciu współtwórca i redaktor antologii „Profanum”. Wiceprezes Polskiego Stowarzyszenia Komiksowego.

## Styl rysunkowy
Jest przedstawicielem komiksu minimalistycznego, często wymieniany obok Jacka Świdzińskiego i Jakuba Dębskiego. Jego rysunki charakteryzują się schematyczną i powtarzalną formą przypominającą dziecięce patyczaki.

## Wybrane publikacje

### Albumy[6]
- Incel 2022, ISBN 978-83-673-6001-2, kultura gniewu
- Ostatni pisarz (scenariusz, rysunki Robert Sienicki) 2021, ISBN 978-83-66128-73-6, kultura gniewu
- Rycerz Janek i instrukcja prawidłowego składania ofiar zapomnianym bóstwom (scenariusz, wraz z Robertem Sienickim; rysunki: Igor Wolski; kolory: Tomasz Grządziela) 2020, ISBN 978-83-66128-35-4, kultura gniewu
- Koniec świata w Makowicach 2019, ISBN 978-83-66128-28-6, kultura gniewu
- Tam, gdzie rosły mirabelki 2017, ISBN 978-83-64638-74-9, Wydawnictwo komiksowe
- Przypadek pana Marka 2015 ISBN 978-83-63963-79-8, Timof i cisi wspólnicy
- Rycerz Janek - W kanałach szaleństwa (scenariusz, wraz z Robertem Sienickim; rysunki: Igor Wolski) 2008, Dolna Półka

### Ziny
- Ostatnie zlecenie 2017[7]
- Żywa biblioteka 2016[8]
- Mali Vrestlerzy. Przedszkolne przygody 2015[9]
- Milito Pro Christo (scenariusz; rysunki: Jacek Kuziemski) 2014[10]
- Kobieta i komiks 2013
- Porządek trzynastego (scenariusz; rysunki: Katarzyna Mazur) 2013
- Hurra (scenariusz i rysunki: różni autorzy) 2013[11]

### Formy krótkie
W magazynie Kolektyw, ISSN 2080-5918, Dolna Półka
- S.O.P.S. – scenariusz
- Rycerz Janek i Czarna Wołga (scenariusz)
- Legenda domu (scenariusz)
- Czarny kot (scenariusz)
- Za murami (scenariusz)
- Fale rozpaczy (scenariusz)
- Drużyna A.K. (1): Królewska gra (scenariusz)
- Drużyna A.K. (2): Wielka ucieczka (scenariusz)
- Drużyna A.K. (3) (scenariusz)
- Dzień, jak co dzień (scenariusz)
- Echa (scenariusz)
- Całość (scenariusz)
- Celestia (scenariusz)
- Siła przekazu (scenariusz)

W antologii Jazda!, 2011
- Oni są wśród nas (scenariusz; rysunki - Robert Sienicki, kolor - Sebastian Skrobol)
- Stacja 01 (scenariusz; rysunki i kolor - Bartłomiej Kuczyński)
- Przesyłka (scenariusz; rysunki i kolor - Agata Wawryniuk)

Pozostałe
- Rewolucje - 11 - Apokryfy (scenariusz; rysunki - Mateusz Skutnik) 2018, Timof i cisi wspólnicy
- Gang bogaczy w magazynie Mydło #10 2018, Mydło Zin[14]
- Moje lata pracy (rysunki; scenariusz Mateusz Piątkowski) w magazynie Mydło #8 2016, Mydło Zin[15]
- Po sezonie (scenariusz; rysunki - Katarzyna Imana) w antologii Profanum 1 2012, Dolna Półka
- Aż poleje się lemoniada w antologii Hurra 2013, Dolna Półka

## Nagrody
- Nominacja do 16. Nagrody Literackiej m.st. Warszawy[16]
- Orient Man 2020 za "Koniec świata w Makowicach" w kategorii "Najlepszy scenariusz"[17]
- Stypendium twórcze MKiDN w kategorii "Sztuki wizualne"[18]
- Złote Kurczaki 2017 - za komiks „Ostatnie zlecenie” (w kategoriach: Komiks i Scenariusz)[19]
- II nagroda w konkursie Conrad w komiksie Domu Literatury w Łodzi w 2017 - za komiks "Powrót" (wraz z Tomaszem Zychem)[20]
- Złote Kurczaki 2016 - za komiks „Żywa biblioteka” (w kategorii: Scenariusz)[21]
- Wyróżnienie za komiks Contra entropiae w konkursie MFKiG (wraz z Danielem Chmielewskim)[22]
- Złote Kurczaki 2013 - za komiks "Kobieta i komiks" (w kategorii: Scenariusz)[23]
- Grand Prix konkursu „Prawdy i mity o obrocie bezgotówkowym” na MFKiG w Łodzi (wraz z Unką Odyą)[24]